# 明瀬山光彦
明瀬山 光彦（あきせやま みつひこ、1985年7月18日 - ）は、愛知県春日井市出身で木瀬部屋（閉鎖処分中は北の湖部屋）所属の元大相撲力士。本名は深尾 光彦（ふかお みつひこ）、愛称はみっちゃん。身長182.9cm、体重181.5kg、血液型はA型。得意技はかつては突き・押し・現在は右四つ。最高位は東前頭12枚目（2021年3月場所）。好物は母親の手製の煮物。趣味は音楽鑑賞と食べ歩き。現在は年寄・井筒。

## 人物

### 入門前
建材店の「深尾タイル」を経営している家の長男坊に生まれる。春日井市立柏原小学校在籍中に「中京クラブ」で相撲を始め、そこで1年先輩の市原孝行に出会う。それ以来、市原を尊敬するとともに目標とし、小学校4年生と5年生の時にはわんぱく横綱に輝いた。市原とは、相撲の名門埼玉栄高校、日大相撲部でも一緒で共に相撲の腕を磨いてきた。小学校6年の時（1998年3月31日）に春日井市で巡業が行われた際に、当時の相撲人気（若貴ブーム）を実際に目の当たりにしたことで憧れもあり、大学4年の時に大相撲入りを決意、この時に入門先を選んだ相撲部屋も市原がいる木瀬部屋だった。そんな深尾であったが市原はライバルでもあり、大学3年の時には全日本相撲選手権の決勝戦で戦ったが、この時は寄り倒しで敗れ「市原超え」は大相撲の世界へと持ち越しになった。また2005年（平成17年）には、ニューヨークのマディソン・スクエア・ガーデンで行われた「世界相撲チャレンジ――巨人の戦い」で優勝している。

### 入門後から十両昇進まで
2008年（平成20年）1月場所、本名の深尾の四股名で前相撲から初土俵を踏んだ。入門時の体重は198kgの巨漢で、腹が大きく両方の乳房がひどく垂れ下がっている一方で、素早い動きも出来ることで、序ノ口、序二段共に7戦全勝と圧倒的な強さを見せた。2008年（平成20年）3月場所の序ノ口優勝表彰式では、土俵に上がるときに乳房や腹があまりにも揺れることから観客がどよめいた。2008年（平成20年）5月場所の序二段優勝決定戦では、体型に似合わず土俵内を素早く動き回る相撲を見せたが、惜敗した。翌7月場所の三段目も6勝1敗と一場所で通過し、一気に幕下まで番付を駆け上がった。幕下昇進後も勝ち越しを続けたが、東幕下7枚目と自身初めて幕下の一桁台に番付を上げた2009年5月場所で初めての負け越しを経験した。しかし翌7月場所では6勝1敗で6人が並んだ優勝決定戦を制して幕下優勝を果たした。慢心していたため幕下で伸び悩んでいたが、11月場所で1勝6敗と大敗してからは師匠に「悔しいか」「だまされたと思って俺の言うこと聞くか」と言われ、一から自分の相撲を見つめ直し、師匠のアドバイスから「右を取ったら強い」との言葉を信じて稽古を励み、新たな強みもできた。額が推定2.5cmととても狭く、どんな大銀杏姿になるか非常に出世が期待されていたが、2010年（平成22年）7月場所13日目、この場所は東幕下7枚目であったが、十両の佐田の海と対戦が組まれたため、本場所では初めて大銀杏を結った。
一時は番付を西幕下35枚目まで落としたが、そこから4場所連続で勝ち越し、自身最高位の東幕下2枚目で迎えた2010年9月場所も4勝3敗と勝ち越して翌11月場所で新十両を果たし、同時に四股名を深尾から「明瀬山」（あきせやま）に改名。実家の建材店「深尾タイル」のHPに四股名の由来が記述されており、両親の名前の一部から「明」、木瀬部屋から「瀬」、愛知中京クラブのコーチと埼玉栄相撲部監督の名字（山田）から「山」をそれぞれ頂戴したと説明されている。なお、太平洋戦争後に活躍した明瀬川傳四郎とは無関係。新十両昇進時には日本大学理事長の田中英壽らより化粧まわしと明荷が贈られ、「日本大学で培った精神力で卒業生の名に恥じないよう、上位をめざしたい」と抱負を語った。

### 十両昇進から幕内昇進まで
自己最高位の西十両7枚目で迎えた2011年5月技量審査場所では4勝11敗と大きく負け越したが、大相撲八百長問題で十両力士が多数引退したため、幸運にも東十両8枚目と半枚番付を落としただけであった。しかし7月場所も2勝13敗と大きく負け越し、幕下に陥落した。
その後は腰のヘルニアに悩まされて1年以上幕下から十両に上がれずにいたが、2012年に入ってからは張り差しから始まり押し込みながら上手取ってがぶり寄りを展開する相撲を見せるなど内容が充実していった。西幕下5枚目であった2012年9月場所は6勝1敗と大勝ちし、ようやく再十両昇進が決まった。この年の4月に木瀬部屋が再興され明瀬山も移籍しているため、木瀬部屋移籍後では初めて関取に昇進、この場所を勝ち越しで締めくくった。以後4場所十両を務め7〜8勝の小幅な勝ち越し・負け越しを挙げたが、2013年5月場所に7勝8敗を喫すると7月場所は東十両13枚目から運悪く西幕下2枚目まで地位を落とした。
またしても関取に返り咲いた2013年9月場所は8勝7敗で終え、この場所では右足を大きく引いて斜めに構えた独特の仕切りを行わなくなっていた。翌11月場所は番付運に恵まれて5枚半上昇の東十両8枚目の地位で土俵に上がるも、6勝9敗の負け越しに終わった。
翌2014年1月場所は幸運にも1枚半下降に留められて西十両9枚目の土俵に上がったが5勝10敗の不振に終わった。同年9月場所限りで7場所続いた十両の地位を離れるが、1場所の幕下生活を経て2015年1月場所で十両に復帰すると、同年7月場所からは十両では自身初となる3場所連続の勝ち越しとなった。特に、11月場所は4年ぶりに半枚ではあるが自己最高位を更新した場所で勝ち越しとなった。更に自己最高位を更新して西十両5枚目となった2016年1月場所でも8勝7敗と勝ち越すと、幕内で成績不振者が多かったため、同年3月場所では新入幕となった。新入幕まで所要48場所は学生相撲出身者としては4位のスロー出世で、上位3人は他大学出身であるため、日大出身者に限れば最スロー昇進である。新入幕会見で明瀬山は「自分の中で嫌になるときもあった。でも、親方が一生懸命指導してくれたので。一緒にビデオを見て勝負どころを教えてもらったし、『あきらめるな』と言ってくれた。親方の言うことを聞いたから、今の番付がある」と、会見で横に座った木瀬に感謝しきりだった。

### 幕内昇進後
迎えた3月場所は初日から連勝と滑り出しは順調だったが、3日から8連敗を喫して一気に負け越しが決定。結局4勝11敗と幕内の壁に阻まれ1場所で十両に陥落した。続く5月場所も初日から全く星が上がらず中日に負け越しが決定。その後も連敗が続き、13日目の天鎧鵬戦でようやく初日が出たものの結局1勝14敗の大敗に終わり、西十両5枚目の地位から一気に幕下に陥落。幕下陥落後も2場所続けて負け越すなど調子が戻らなかったが、西幕下21枚目まで番付を後退させた同年11月場所で久しぶりの勝ち越しを決めた。
2017年は年間を通して十両昇進の可能性のある幕下15枚目以内に在位したものの、関取復帰は果たせなかった。
年が明けて2018年1月場所は西幕下4枚目で4勝3敗と、久々に5枚目以内で勝ち越した。この場所は十両下位の成績不振者が多かったこともあり、場所後の番付編成会議で、3月場所で11場所ぶりに十両へ復帰することが決まった。
十両に復帰した2018年3月場所は、西十両13枚目の番付で2連勝スタートに始まり、一度も連敗を経験しないまま、自身初めての二桁白星となる11勝4敗の好成績を挙げた。12勝以上を挙げた十両力士が居なかったため、佐田の海との十両優勝決定戦にも進出したが、敗れて十両優勝はならなかった。5月場所は西十両5枚目に番付を上げた。序盤は黒星が先行したものの、尻上がりに調子を上げて10勝5敗の成績。二場所続けての二けた勝利となった。再入幕も狙える成績だったが番付運に恵まれず、翌7月場所は4枚上昇の西十両筆頭で迎えた。ご当地となる名古屋場所を3年ぶりに関取の地位で迎えたこともあって連日の声援を受けたが、初日から7連敗。新調した水色の締め込みから元の紫の締め込みに戻した中日から調子を取り戻して5連勝と持ち直したが、13日目に今場所2度目となる幕内の土俵で明生に敗れて負け越しが決定。6勝9敗の成績に終わった。7月30日の夏巡業大津場所では申し合いを7番行った。翌5月場所も初日から水色の締め込みを付けて臨んだが1勝5敗と調子が出ず、7日目から再び紫の締め込みに戻してからは星を戻したが先場所に続いて13日目に負け越し、6勝9敗の成績に終わった。
その後も十両の地位で2019年7月場所まで7場所連続負け越しを喫し幕下に陥落、年6場所制以降では大善と並ぶ十両連続負け越しのワーストタイ記録となってしまった(大善はこの間公傷休場が2場所あるため、皆勤した力士に限れば単独最多。6場所制以前も含めての最多記録は玉風の8場所で、当時の十両の枚数は22枚目までであった)。その後は十両と幕下を往復したが、2020年3月場所で関取の地位では11場所ぶりに勝ち越しを決めた。同年9月場所は11勝4敗の成績を挙げ、翌11月場所では東十両筆頭で勝ち越したことにより、2021年1月場所では史上4番目のスロー記録となる、28場所ぶりの幕内復帰を果たすことになった。
再入幕となった2021年1月場所は初日から6連勝発進となり、早くも前回の入幕時の勝ち星を上回る成績を挙げた。ところが、7日目からは一転して5連敗とトンネルに入り込み、その不調ぶりはリモート取材で報道陣から「どうしたんですか?」と質問を受けるほどであった。しかし12日目以降はまた勝ち星が連なり、13日目には8勝目を挙げて幕内では自身初めてとなる勝ち越しを決めた。35歳6か月4日での幕内初勝ち越しは、1957年9月場所の小野錦（35歳6か月9日）に次ぐ戦後2番目の年長記録だった（2021年1月当時。2023年1月現在は3位）。千秋楽の取組前に開かれた三賞選考委員会では、前半戦の6連勝を評価されて、千秋楽の取組に勝利して2桁白星にするという条件を達成すれば明瀬山の敢闘賞受賞が決定したが、千秋楽は取り直しの末に敗れたため敢闘賞受賞はならず、この場所を9勝6敗の成績で終えることになったものの翌3月場所は東前頭12枚目で自己最高位を更新した。。
5月場所（東前頭13枚目）は顎の骨折により日本相撲協会に「右下顎骨骨折のため5月場所の休場を要する」などの診断書を提出し、中日より自身初の休場となった。7月場所は右下顎骨骨折により7月場所の休場を要する」との診断書を日本相撲協会に提出し、初日から休場。診断書によると5月場所後の6月1日に手術を施行。
その後7月場所（番付上は東十両7枚目）、9月場所は全休（番付上は西幕下5枚目）、11月場所は西幕下45枚目で復帰して5勝2敗の成績で終えた
。
2022年（令和4年）最初となる1月場所は西幕下30枚目の番付で迎えた。8日目は1歳年下の鳰の湖とのベテラン対決で寄り切りで勝利して4連勝で勝ち越しを決めた。鳰の湖はこの取組から4連敗で3勝4敗で負け越し。11日目には竜電に敗れて優勝争いから後退するものの千秋楽に豊翔に寄り切りで勝利して6勝1敗の成績で終えた。幕下での6勝は2012年（平成24年）9月場所以来となった。その後3月場所は東幕下11枚目で4勝3敗、5月場所は西幕下8枚目で4勝3敗と休場明けから4場所連続で勝ち越しを続けて番付を戻している。
2023年7月場所では自身6年ぶりとなるご当所での勝ち越しで結果5勝2敗で終えたが場所後の8月10日に引退を表明し、年寄井筒の襲名が発表された。
場所前から調子も良く順調に稽古を積めていた5月場所で思うような結果にならなかったため「ここが限界なのかな」と場所後に師匠の木瀬親方に相談し、最後の場所と思って地元・愛知県で行われた名古屋場所に臨んだ。そこで5勝2敗と勝ち越したが、気持ちは変わらなかった。
引退会見では「目いっぱい相撲をやったので、悔いはありません」と心境を語り「『この力士を応援して良かった』と思ってもらえるような力士を育てたい」と今後の親方としての抱負を述べた。引退直前の7月場所の応援に駆けつけた家族の前で最後の勇姿を見せられたことについては「ここまでやってこれたのも両親が応援してくれたおかげ。両親から『十分楽しませてもらった』と言われていたので、やってきてよかった」と誇らしそうな笑みを見せた。会見に同席した師匠は「素直で真面目な力士だった」と愛弟子の頑張りをたたえ、明瀬山本人も15年間の現役生活について「想像以上でした。38歳までやれるとは思っていなかった。師匠の指導のおかげでした」と万感の思いを述べた。
2024年6月2日の断髪式では、一門の関取衆・親方衆に加え、一門外からも埼玉栄高校勢が参加。約300人が鋏を入れ、止め鋏は師匠の木瀬親方が入れた。引退相撲の際の報道で、2020年に結婚し、幕下陥落後の2021年11月に長男が生まれたことが公表された。その長男は明瀬山の最後の取組の土俵に上がり、息子と同じ土俵に上がれたことに普段は泣かない明瀬山も感涙していた。

## 取り口
元々突き押し力士でありながら四つになってもそれなりに相撲を取れた。十両と幕下の間を往復していた頃は勝ち味が遅かったが、取組の映像を木瀬と共に見ながら「右手でまわしを取りに行くこと」「攻めを早くすること」を指導されたことで取り口を右四つの速攻中心に変えた。以前より北の湖からは「右を取れば強いのに」と言われており、木瀬は「右を取ったら上も下もうまいのに、本人だけが分かっていなかった」とこぼされていたが、取り口を変えてから入幕を果たした。
調子の良い場所だと懐の深さと体の柔らかさを活かして土俵際で突き落としを決めることができ、2021年1月場所6日目の照強戦はその好例である。
2021年になると自分の型になるまで攻め急がない老獪さを見せるようになった。また、この場所14日目には怪力で知られる栃ノ心を一発で持っていく力強さを見せた。同年3月場所の相撲を見た北の富士は、お世辞にも引き締まったとは言えない巨体に似合わぬ機敏な動きを評価した。
かつては右足を引いて斜めに構える独特の仕切りが特徴的であったが、動作の遅さから勝負審判に注意される場面もしばしば見られた。
タレントで元関脇の隆乃若は自身のブログにおいて、明瀬山の体型について「隆の鶴と増健を足して2で割ったような非常に柔軟な体つき」と評価している。
怪我に強い力士であり、2021年5月場所中日に途中休場するまで本場所は皆勤であった。

## エピソード
- 普段は年下からもツッコミが入るほどの人懐っこいキャラ[2]。
- 2012年5月19日午後8時ごろ、同部屋の十両（当時）德勝龍と共に乗っていたタクシーが交差点で乗用車と出会い頭に衝突し、德勝龍、明瀬山の2人は頚椎捻挫で軽傷を負った[38]。
- 締め込みの緩さは十両でも目立っており、2014年1月場所11日目のNHK大相撲中継では解説を務めていた田子ノ浦が「際どすぎる」とまで厳しく指摘していた。能町みね子との対談ではこれについて「自分は廻しをきつく巻いているつもりだけど、見えそうになっていると言われる」と語っている[39]。
- 趣味はアニメ鑑賞で、自他共に認める「アニメオタク」[2]。2014年1月場所中には『クッキングパパ』のDVDを全巻視聴したこともある[4]『美味しんぼ』も気に入っており、2021年1月場所時点では既にDVD全巻を4、5周したほど[2]。
- 小学生時代には地元に出店されていた相撲料理店「栃光」のCMにエキストラとして参加していた。中学時代には栃剣に稽古をつけてもらったことがある。この2人の存在が大相撲入りの決意を固める一因となった。
- 小学生時代にわんぱく横綱となった際には、後に一時の師匠となる北の湖から土俵入りの指導を受けていた。その北の湖が死去した際には「一緒の食卓でちゃんこを食べながら、昔話を聞けたのは幸せ」と懐かしんだ[40]。
- 関取在位時はナス紺の締め込みを使用しているが、これは父親が家庭菜園で栽培しているナスに由来する[39]。
- 2020年6月に公開された相撲協会公式YouTubeチャンネルの動画ではステイホーム中の過ごし方として『あつまれ どうぶつの森』のプレイを挙げている[41]。
- 2020年11月場所2日目のABEMA大相撲中継で解説の若ノ城が「私、こういうタイプと当たったことがあるんですけど、まわしと間違えて肉をつかんだことがあるんですよ」と現役時代のエピソードを披露。「私、左下手なんですけど、下手の時に前みつだと思って（肉を）つかんだことがあってですね…」と続けた[42]。明瀬山の垂れた肉を表すエピソードである。ただし、若ノ城と明瀬山が共に現役であった時期はない。
- 2021年1月場所4日目、豊昇龍に押し込まれたがじっくり自分の体勢にして寄り切った一番を、NHK大相撲中継解説の三保ヶ関が「攻めてくる蟻地獄」と評した。
- 2020年11月場所中、再入幕を確定させた際「新入幕のときは（4勝止まりで）ボコボコにされて嫌な思い出しかない」とネガティブ発言を行った[2]。
- 引退会見では38歳まで現役を続けた原動力を「稽古後のちゃんこ」と答え、特に湯豆腐が好きだと語った[43]。

## 主な成績

### 通算成績
- 通算成績：472勝473敗29休（92場所）
- 幕内成績：21勝32敗7休（4場所）

### 各段優勝
- 幕下優勝：1回（2009年7月場所）
- 序ノ口優勝：1回（2008年3月場所）

### 場所別成績
| | 一月場所 初場所（東京） | 三月場所 春場所（大阪） | 五月場所 夏場所（東京） | 七月場所 名古屋場所（愛知） | 九月場所 秋場所（東京） | 十一月場所 九州場所（福岡） |
| --- | ----------------------- | ----------------------- | ----------------------- | --------------------------- | ----------------------- | --------------------------- |
| 2008年 （平成20年） | （前相撲）              | 東序ノ口26枚目 優勝 7–0 | 東序二段24枚目 7–0      | 東三段目30枚目 6–1          | 西幕下48枚目 4–3        | 東幕下36枚目 4–3            |
| 2009年 （平成21年） | 東幕下29枚目 5–2        | 東幕下15枚目 5–2        | 東幕下7枚目 2–5         | 西幕下16枚目 優勝 6–1       | 東幕下5枚目 2–5         | 西幕下13枚目 1–6            |
| 2010年 （平成22年） | 西幕下35枚目 6–1        | 西幕下16枚目 4–3        | 西幕下11枚目 4–3        | 東幕下7枚目 4–3             | 東幕下2枚目 4–3         | 東十両13枚目 8–7            |
| 2011年 （平成23年） | 西十両10枚目 8–7        | 八百長問題 により中止   | 西十両7枚目 4–11        | 東十両8枚目 2–13            | 西幕下4枚目 2–5         | 東幕下11枚目 5–2            |
| 2012年 （平成24年） | 西幕下5枚目 2–5         | 東幕下13枚目 4–3        | 西幕下8枚目 3–4         | 東幕下13枚目 6–1            | 西幕下5枚目 6–1         | 東十両13枚目 8–7            |
| 2013年 （平成25年） | 西十両10枚目 7–8        | 東十両12枚目 7–8        | 東十両13枚目 7–8        | 西幕下2枚目 4–3             | 西十両13枚目 8–7        | 東十両8枚目 6–9             |
| 2014年 （平成26年） | 西十両9枚目 5–10        | 西十両13枚目 9–6        | 西十両7枚目 6–9         | 東十両11枚目 6–9            | 東十両13枚目 6–9        | 西幕下筆頭 5–2              |
| 2015年 （平成27年） | 西十両10枚目 6–9        | 西十両13枚目 8–7        | 西十両11枚目 6–9        | 東十両14枚目 8–7            | 西十両10枚目 9–6        | 東十両7枚目 8–7             |
| 2016年 （平成28年） | 西十両5枚目 8–7         | 東前頭16枚目 4–11       | 西十両5枚目 1–14        | 西幕下2枚目 3–4             | 西幕下6枚目 1–6         | 西幕下21枚目 5–2            |
| 2017年 （平成29年） | 西幕下9枚目 5–2         | 東幕下4枚目 2–5         | 西幕下13枚目 5–2        | 東幕下9枚目 5–2             | 西幕下4枚目 3–4         | 東幕下9枚目 4–3             |
| 2018年 （平成30年） | 西幕下4枚目 4–3         | 西十両13枚目 11–4       | 西十両5枚目 10–5        | 西十両筆頭 6–9              | 西十両3枚目 6–9         | 東十両6枚目 7–8             |
| 2019年 （平成31年 /令和元年） | 西十両7枚目 6–9         | 西十両9枚目 5–10        | 西十両13枚目 7–8        | 東十両14枚目 4–11           | 西幕下5枚目 4–3         | 東十両14枚目 5–10           |
| 2020年 （令和2年） | 東幕下4枚目 4–3         | 西十両14枚目 9–6        | 感染症拡大 により中止   | 東十両9枚目 7–8             | 東十両10枚目 11–4       | 東十両筆頭 9–6              |
| 2021年 （令和3年） | 西前頭16枚目 9–6        | 東前頭12枚目 7–8        | 東前頭13枚目 1–7–7      | 東十両7枚目 休場 0–0–15     | 西幕下5枚目 休場 0–0–7  | 西幕下45枚目 5–2            |
| 2022年 （令和4年） | 西幕下30枚目 6–1        | 東幕下11枚目 4–3        | 西幕下8枚目 4–3         | 東幕下6枚目 3–5             | 西幕下11枚目 3–4        | 西幕下18枚目 4–3            |
| 2023年 （令和5年） | 東幕下13枚目 4–3        | 東幕下10枚目 4–3        | 西幕下7枚目 2–5         | 東幕下16枚目 5–2            | 西幕下6枚目 引退 –      | x                           |
| 各欄の数字は、「勝ち-負け-休場」を示す。 優勝 引退 休場 十両 幕下 三賞：敢=敢闘賞、殊=殊勲賞、技=技能賞 その他：★=金星 番付階級：幕内 - 十両 - 幕下 - 三段目 - 序二段 - 序ノ口 幕内序列：横綱 - 大関 - 関脇 - 小結 - 前頭（「#数字」は各位内の序列） |                         |                         |                         |                             |                         |                             |

### 幕内対戦成績
| 力士名   | 勝数 | 負数 | 力士名   | 勝数 | 負数 | 力士名   | 勝数 | 負数 | 力士名   | 勝数 | 負数 |
| -------- | ---- | ---- | -------- | ---- | ---- | -------- | ---- | ---- | -------- | ---- | ---- |
| 碧山     | 0    | 2    | 天空海   | 1    | 1(1) | 阿夢露   | 0    | 1    | 石浦     | 0    | 1    |
| 逸ノ城   | 0    | 1    | 隠岐の海 | 0    | 1    | 魁聖     | 1    | 2    | 輝       | 0    | 1    |
| 北太樹   | 1    | 0    | 琴恵光   | 1    | 2    | 琴勝峰   | 1    | 0    | 琴ノ若   | 1    | 0    |
| 佐田の海 | 1    | 1    | 里山     | 1    | 0    | 大奄美   | 0    | 1    | 大栄翔   | 0    | 1    |
| 大翔丸   | 0    | 1    | 貴ノ岩   | 0    | 1    | 豪風     | 0    | 1    | 玉鷲     | 0    | 1    |
| 千代鳳   | 0    | 1    | 千代翔馬 | 0    | 2    | 千代大龍 | 1    | 2    | 千代の国 | 0    | 1    |
| 千代丸   | 0    | 1    | 剣翔     | 0    | 1    | 照強     | 2    | 0    | 栃ノ心   | 2    | 0    |
| 豊響     | 1    | 0    | 豊昇龍   | 2    | 0    | 御嶽海   | 0    | 1    | 翠富士   | 1    | 0    |
| 明生     | 0    | 1    | 豊山     | 2    | 0    | 竜電     | 1    | 0    |          |      |      |

## 改名歴
力士
- 深尾 光彦（ふかお みつひこ）2008年1月場所-2010年9月場所
- 明瀬山 光彦（あきせやま みつひこ）2010年11月場所-2023年9月場所

年寄
- 井筒 光彦（いづつ みつひこ）2023年8月10日 -